# CHIME (satellite)
Pour le radiotélescope CHIME, voir Expérience canadienne de cartographie de l'intensité de l'hydrogène.
Sentinel-10 ou CHIME (acronyme de Copernicus Hyperspectral Imaging Mission for the Environment) est un satellite d'observation de la Terre de l'Agence spatiale européenne développé dans le cadre du programme Copernicus de l'Union Européenne. CHIME utilise la nouvelle technique d'imagerie hyperspectrale (observation sur plusieurs centaines de longueurs d'onde contiguës en lumière visible et infrarouge proche et court) pour fournir des données utiles pour l'agriculture, la sécurité alimentaire, l'état des sols, la biodiversité, les catastrophes naturelles, les eaux côtières et les eaux intérieures et les forêts. Le satellite doit être placé sur une orbite héliosynchrone vers 2029.

## Historique
La mission CHIME fait partie de la  deuxième génération de satellites Sentinel du programme Copernicus de l'Union Européenne dont la phase de spécifications a débuté au début des années 2020 pour répondre à la fois à des besoins non satisfaits par les satellites déjà déployés ou en cours de déploiement et pour accroitre les capacités du segment spatial du programme. Le développement du satellite est co-financé par l'Union Européenne et l'Agence spatiale européenne maitre d’œuvre du segment spatial. Le développement du satellite a été confié en juillet 2020, dans le cadre d'un contrat de 455 millions €, à l'établissement français de Thales Alenia Space. L'instrument est fourni par la société allemande OHB. Le lancement définitif du projet doit être confirmé courant 2021.

## Caractéristiques techniques

### Imageur hyperspectral
L'instrument principal du satellite CHIME est un imageur hyperspectral qui fournit des images dans plusieurs centaines de longueurs d'onde en lumière visible, proche infrarouge et infrarouge court (400 à 2500 nanomètres) avec une résolution spectrale inférieure ou égale à 10 nanomètres. La résolution spatiale est comprise entre 20 et 30 mètres. Le développement de cet instrument s'appuie sur l'expérience acquise à travers la conception des satellites allemand EnMAP et italien PRISMA dont les lancements sont prévus en 2021.

## Déroulement de la mission
CHIME doit être placé sur une orbite héliosynchrone en 2029. L'orbite retenue permet un survol d'une zone donnée tous les 10 à 15 jours. L'heure solaire de survol est comprise entre 10h30 et 11h30.